# Гондек, Лешек

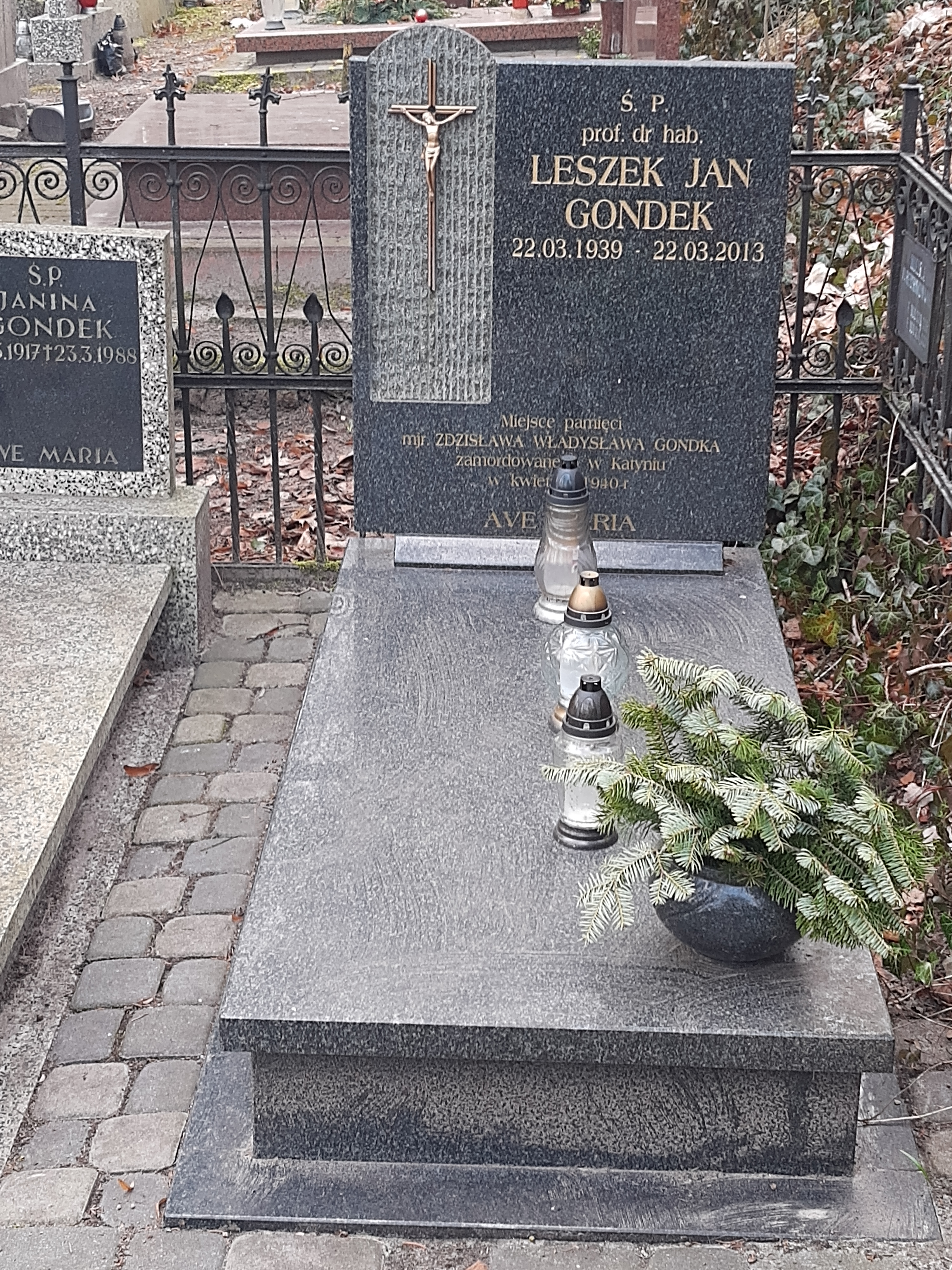
Могила проф. Лешека Гондека на муниципальном кладбище в Сопоте

Лешек Гондек (пол. Leszek Gondek, 22 марта 1939, Владимир-Волынский, Волынское воеводство — 22 марта 2013) — польский юрист, историк, эссеист и писатель, специализирующийся на истории Европы и Польши XX века. Он был профессором Гданьского университета физического воспитания и спорта.

## Жизнь
Родителями Лешека Гондека были Здзислав, капитан артиллерии, убитый советскими войсками в марте 1940 года во время расстрела в Катынском лесу; и Янина, урождённая Валенга, польская и украинская учительница. Лешек Гондек несколько лет служил лейтенантом в польской контрразведке.

## Исследования
Областью исследований Гондека были система правосудия Польского подпольного государства во время Второй мировой войны; польские военные миссии послевоенного периода; политические, экономические и военные последствия войны для Германии под контролем Союзников; и послевоенная роль воздушных видов спорта и физической подготовки в развитии оборонных стратегий польских вооружённых сил.
Анализ Гондеком специальных военных судов, гражданских судов и специальных комиссий Польского подпольного государства основан на юридических документах и работах, опубликованных в период оккупации Польши во время Второй мировой войны. Он уделяет большое внимание правовым и структурным изменениям, которые претерпели эти организации в ходе войны, как, например, в случае Национальных вооружённых сил и Татранской конфедерации (Konfederacja Tatrzańska) за советским фронтом. Гондек стремится представить многочисленные проблемы, с которыми сталкивалась подпольная судебная система на территории довоенной Второй Польской Республики.